# سییچی نگیشی
سییچی نگیشی (انگلیسی: Seiichi Negishi؛ زادهٔ ۲۰ آوریل ۱۹۶۹) بازیکن فوتبال اهل ژاپن است.
از باشگاه‌هایی که در آن بازی کرده‌است می‌توان به باشگاه فوتبال کاشیما آنتلرز اشاره کرد.
وی همچنین در تیم ملی فوتبال تیم ملی فوتسال ژاپن بازی کرده‌است.